# Stéphane Nater
Stéphane Nater (Troyes, 20 de janeiro de 1984) é um futebolista profissional tunisiano que atua como meia.

## Carreira
Stéphane Nater representou o elenco da Seleção Tunisiana de Futebol no Campeonato Africano das Nações de 2015.